# Хоэр-Кастен
Хоэр-Кастен (нем. Hoher Kasten) — гора в составе хребта Аппенцелльские Альпы, расположенная на границе кантонов Санкт-Галлен и Аппенцелль-Иннерроден (Швейцария). Высота над уровнем моря — 1791—1795 метров, относительная высота — 204—251 метров (согласно разным источникам).
Первое письменное упоминание об этой горе относится к 1460 году, когда она называлась просто Кастен. Дата первого покорения вершины точно неизвестна, но есть данные, что Хоэр-Кастен и близстоящая гора Камор были покорены уже к началу XIX века.
Вершина получила широкую известность после того как в мае 2008 года на ней открылся вращающийся ресторан, из которого открывается вид на Рейн, протекающий по долине в четырёх километрах к востоку от вершины. Добраться до вершины можно по канатной дороге, функционирующей с 1964 года, из городка Рюте. Пассажиры за 8 минут поднимаются с отметки 871 до 1791 метр над уровнем моря. Также на вершине в 1999 году установлена 72-метровая радиомачта, принадлежащая компании Swisscom. Площадка у вершины является излюбленной точкой старта парапланеристов.